# Blazar
Blazar je dejavno galaktično jedro (AGN) z relativističnim curkom (curkom, ki ga sestavlja plazma pri skoraj svetlobni hitrosti), ki je usmerjen skoraj proti opazovalcu. Relativistično lečenje elektromagnetnega valovanja iz curka naredi blazarje svetlejše, kot bi bili, če bi bili obrnjeni stran od Zemlje. Blazarji so močni viri elektromagnetnega valovanja, še posebej pa so znani po sevanju visokoenergijskih fotonov žarkov gama. Blazarji so zelo spremenljivi viri, saj se jim včasih svetlost zelo spreminja na kratkih časovnih lestvicah (v urah do dnevih). Nekateri curki iz blazarjev odražajo nadsvetlobno gibanje, kar je le posledica tega, da se snov v curkih premika skoraj s svetlobno hitrostjo.
Na fotografijah v vidnih valovnih dolžinah, se zdi večina blazarjev točkastih, toda visokoresolucijske slike razkrijejo, da se nahajajo v središčih eliptičnih galaksij.
Blazarji so pomembno raziskovalno področje v astronomiji in astrofiziki delcev visokih energij. Raziskovanje blazarjev vključuje raziskovanje značilnosti akrecijskih diskov in curkov, središčnih supermasivnih črnih lukenj in starševskih galaksij ter sevanj visokoenergijskih fotonov, kozmičnih žarkov in nevtrinov.
Julija 2018 je nevtrinski observatorij IceCube modeliral pot nevtrina, ki je septembra 2017 zadel detektor na Antarktiki iz blazarja, oddaljenega 3,7 milijard svetlobnih let. To je prvič, da je nevtrinski detektor določil lego telesa v Vesolju.